# Sonaty i partity na skrzypce solo (Bach)
Sonaty i partity na skrzypce solo (wł. Sei Solo a Violino senza Basso accompagnato. Libro Primo; BWV 1000–1006) – sześć wieloczęściowych barokowych kompozycji na skrzypce solo Johanna Sebastiana Bacha z 1. połowy XVIII wieku, uznawane za jedno z najważniejszych dzieł na ten instrument w historii muzyki.

## Geneza
Bach był synem skrzypka i bardzo wcześnie nauczył się grać na skrzypcach, które były jego pierwszym instrumentem, zarabiał grą na tymże instrumencie i można domniemywać, że był znakomitym skrzypkiem. Muzycznymi inspiracjami Bacha mogły być dzieła Johanna Paula von Westhoffa (Suity na skrzypce solo z 1683 roku i Partity na skrzypce solo z 1696 roku; pracował na dworze w Weimarze, gdzie zmarł w 1705 roku), Heinricha Ignaza Bibera (Sonaty Misteryjne) i Johanna Jakoba Walthera.
Nie wiadomo, dla kogo Bach napisał to dzieło, możliwi adresaci to: Johann Georg Pisendel (który zresztą mógł bezpośrednio wpłynąć na twórczość Bacha), Jean-Baptiste Volumier i Joseph Spieß; zdaniem Ernesta Zavarskiego utwór został napisany dla któregoś ze skrzypków kapeli księcia Leopolda. Mógł być stworzony w celach dydaktyki gry na skrzypcach (za wyłącznie taki był przez długi czas traktowany), jako że występują w nim wszelkie możliwe trudności techniczne.
Dzieło powstało prawdopodobnie w Köthen, gdzie Bach przebywał na dworze księcia Leopolda od 1717 roku. Poszczególne części utworu powstały po sobie w niedługich odstępach czasowych, prawdopodobnie w latach 1718–1719, ewentualnie w latach 1716–1717. Możliwe, że Bach pracował nad nim jeszcze w Weimarze, gdzie częściej grał na skrzypcach (przebywał tamże w latach 1708–1717). Oryginalna nazwa utworu (wł. Sei Solo a Violino senza Basso accompagnato Libro Primo) oznacza, że w wykonaniu należy pominąć basso continuo. Data powstania utworu nie jest znana, jednak na podstawie zachowanego autografu można przypuszczać, że kompozycje zostały napisane około 1720 roku, z tego roku pochodzi autograf w postaci czystopisu, przygotowała go Anna Magdalena Bach. Tenże autograf odkrył Georg Pölchau, który wpisał na pierwszej stronie rękopisu następującą uwagę: To przez Jana Sebastiana Bacha własnoręcznie napisane, znakomite dzieło znalazłem wśród starych, dla sklepiku z masłem przeznaczonych papierów, w spuściźnie po pianiście nazwiskiem Palschau w Petersburgu w 1814 roku. Style pisma Bacha i jego żony były bardzo podobne, stąd pomyłka znalazcy.
Kolejny odpis autorstwa Anny Magdaleny pochodzi z okresu lipskiego Bacha (1723–1750); w jednym zeszycie pomieszczono Sonaty i partity oraz Suity na wiolonczelę solo, karta tytułowa wypisana po francusku brzmiała: Pars I. Violino Solo, Senza Basso, composée par. Sr. Jean Seb. Bach. Pars II. Violoncello Solo, Senza Basso, composée par Sr. J. S. Bach. Maître de la Chapelle et Directeur de la Musique à Leipsic. Ecrite par Madame Bachen, Son Epouse. Nazwa Libro primo może sugerować, że istniała niezachowana dziś część druga dzieła, ale może też po prostu odnosić się jak we wspomnianym rękopisie do Suit na wiolonczelę solo.
Zachowało się jeszcze kilka innych rękopisów dzieła, w tym jeden z rozbieżnościami i wariantami autorstwa Johanna Petera Kellnera.
Jedyną znaną wersją Sonat i partit była do początku XX wieku kopia rękopisu autorstwa Anny Magdaleny Bach. Rękopis autorstwa samego Bacha odkryto na początku XX wieku, jest on przechowywany w Bibliotece Państwowej w Berlinie (wcześniej nazywanej Królewską Biblioteką) i stanowi wyjątkowy przykład bachowskiej kaligrafii muzycznej.

## Budowa

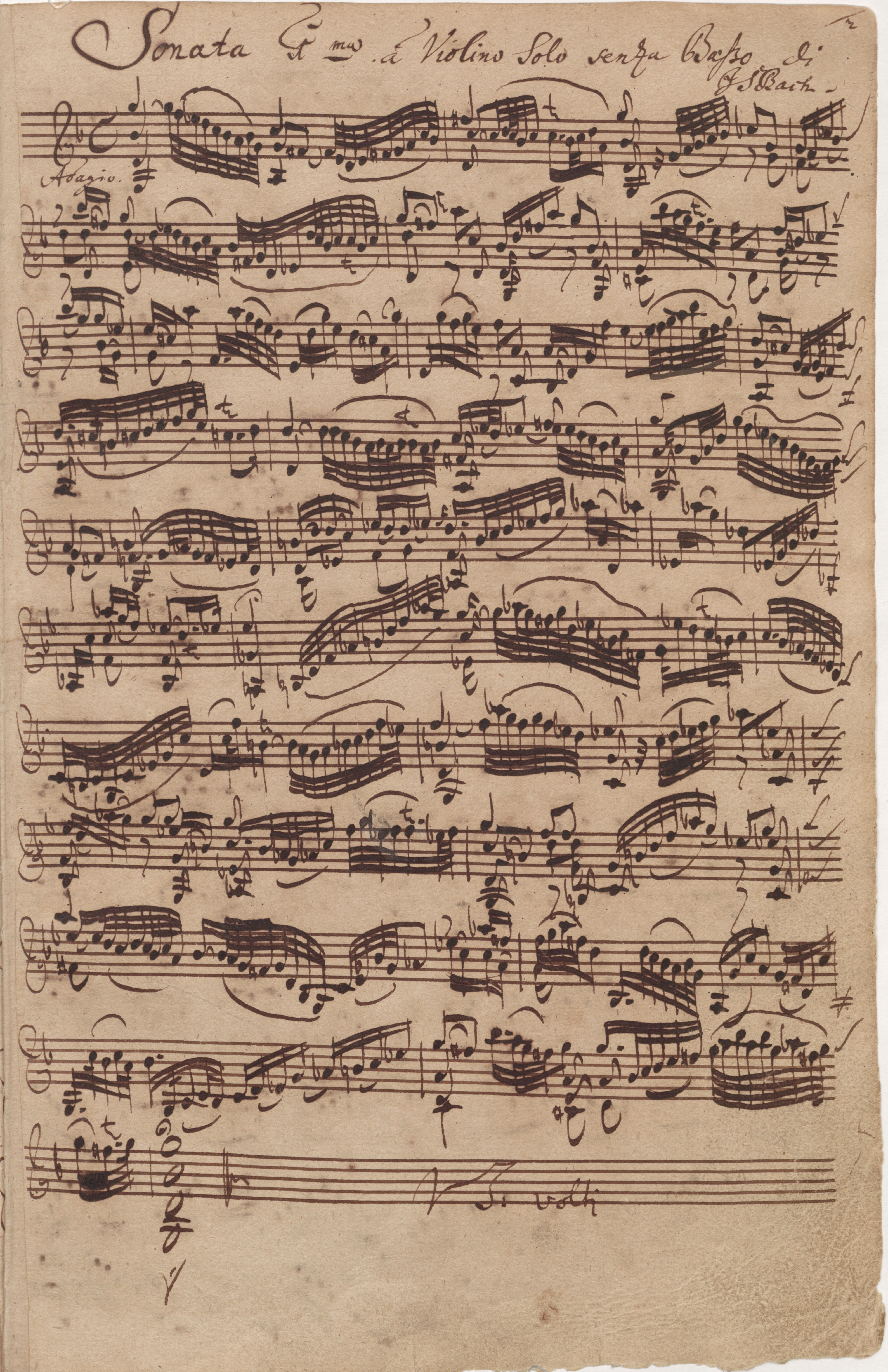
Rękopis Adagia z I Sonaty

Tytuły poszczególnych części zapisano w oryginale po włosku (być może w hołdzie dla Włoch będących ojczyzną skrzypiec).
| I Sonata g-moll (BWV 1001) 1. Adagio 2. Fuga Allegro 3. Siciliana 4. Presto                                                        | II Sonata a-moll (BWV 1003) 1. Grave 2. Fuga 3. Andante 4. Allegro                     | III Sonata C-dur (BWV 1005) 1. Adagio 2. Fuga 3. Largo 4. Allegro assai                                              |
| I Partita h-moll (BWV 1002) 1. Allemanda 2. Double 3. Corrente 4. Double Presto 5. Sarabande 6. Double 7. Tempo di Borea 8. Double | II Partita d-moll (BWV 1004) 1. Allemanda 2. Corrente 3. Sarabanda 4. Giga 5. Ciaccona | III Partita E-dur (BWV 1006) 1. Preludio 2. Loure 3. Gavotte en Rondeau 4. Menuet I 5. Menuet II 6. Bourrée 7. Gigue |

(Źródło tabeli:)
Dzieło stanowi kulminacyjny punkt polifonicznego komponowania na instrument smyczkowy. Zastosowane środki przypominają lutniową technikę kompozytorską Denisa Gaultiera. Polifoniczne wielodźwięki można uznać za kontynuację niemieckich tradycji skrzypcowych Heinricha Ignaza Bibera czy Johanna Jakoba Walthera, aczkolwiek Bacha nie interesowała np. skordatura obecna w kompozycjach Bibera czy muzyka ilustracyjna obecna u Walthera.
Dzieło składa się z trzech sonat przypominających włoskie sonaty da chiesa (kościelne) i trzech sonat (partit) kameralnych, przypominających włoskie sonaty da camera (sonaty kameralne). Trzy czteroczęściowe sonaty o identycznej strukturze odpowiadające schematowi sonaty da chiesa (wolno-szybko-wolno-szybko) występują na przemian z trzema wieloczęściowymi partitami (suitami tanecznymi, w autografie nazywanymi Partia) o nietypowej budowie, zróżnicowanej i niekonwencjonalnej. Ta naprzemienność według Gillesa Cantagrela może sugerować chęć złączenia sacrum z profanum. Pomimo daleko posuniętych stylizacji pojedyncze utwory zachowały jednak taneczny charakter.
W kompozycjach zachodzą interesujące zależności numeryczne: całość ma 2400 taktów, które przy odpowiednim podzieleniu układają się w proporcjach 1600:800, a 32 części można podzielić w proporcjach 5:3. Chaconne stanowiąca centralną kompozycję cyklu składa się z 32 wariacji, pojawia się na 21. miejscu (7 × 3), co przypomina datę urodzin Bacha (21 marca), a także może kojarzyć się z 21 chorałami z Clavier-Übung III.
Sergiu Luca uważał, że dzieło jest skończone i nie wymaga dodawania akompaniamentu, co zresztą wynika wprost z jego oryginalnego tytułu.
Pierwsze dwie części sonat stanowią improwizatorskie preludia i rozbudowane fugi, gdzie polifonia przeplata się z jednogłosowymi pasażami. Części trzecie są spokojniejsze, natomiast szybkie części czwarte odpowiadają binarnej i symetrycznej strukturze suit, brak w nich obecnych w innych częściach wielodźwięków. Charakterystyczną cechą dzieła są dłuższe pasaże i rozbudowane akordy (wielodźwięki), wymagające współbrzmienia wszystkich czterech strun skrzypiec. Charakterystyczne w teksturze dzieła są elementy stylu brisé. Dwie pierwsze partity wykazują cechy włoskiego stylu kompozytorskiego, lecz formy taneczne z III Partity są pochodzenia francuskiego.

### I Sonata g-moll
Jej nastrój jest melancholijny i nostalgiczny. Smutne Adagio przypomina stylistycznie północną fantastykę. Siciliana z I Sonaty jest jedyną ściśle taneczną częścią z całego zbioru.
Sonata zawiera najkrótszą Fugę z całego cyklu. Bach lub ktoś inny transkrybował Fugę g-moll z I Sonaty na organy (transpozycja do d-moll; BWV 539) oraz na lutnię solo (zachowana we francuskiej tabulaturze lutniowej nieznanego autora w oryginalnej tonacji). Johannes Brahms opracował dwie transkrypcje końcowej części I Sonaty na fortepian, w obu dopisał dodatkowe głosy.

### I Partita h-moll
Jej nastrój jest energiczny, a zarazem formalny. I Partita h-moll składa się z czterech części: Allemanda-Corrente-Sarabande-Tempo di Borea; każda z nich zawiera wariację (double) zazwyczaj w szybszym tempie. W Allemandzie zastosowano punktowany rytm melodii, utwór przypomina stylistycznie północną fantastykę.

### II Sonata a-moll
Jej nastrój można określić jako tęskny. Grave przypomina stylistycznie północną fantastykę (stylus phantasticus).
Bardzo trudna wykonawczo Fuga a-moll z II Sonaty jest oparta na dwutaktowym temacie, który stopniowo znajduje kulminację w postaci połączenia tematu z jego inwersją, a finalne rozwinięcie znajduje w serii trzydziestodwójek.
II Sonata została transkrybowana na klawesyn i transponowana do tonacji d-moll (BWV 964), nie wiadomo jednak, czy jest to transkrypcja autorstwa Bacha.

### II Partita d-moll

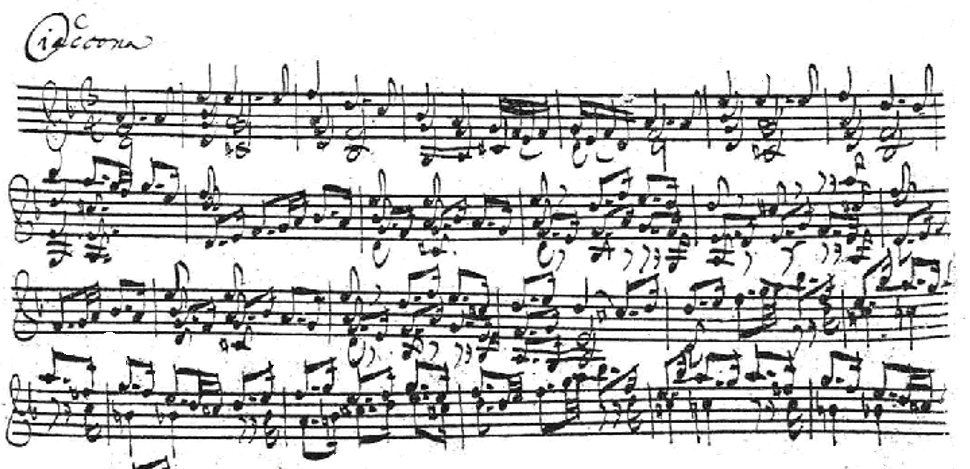
Początkowe takty Chaconny d-moll, rękopis

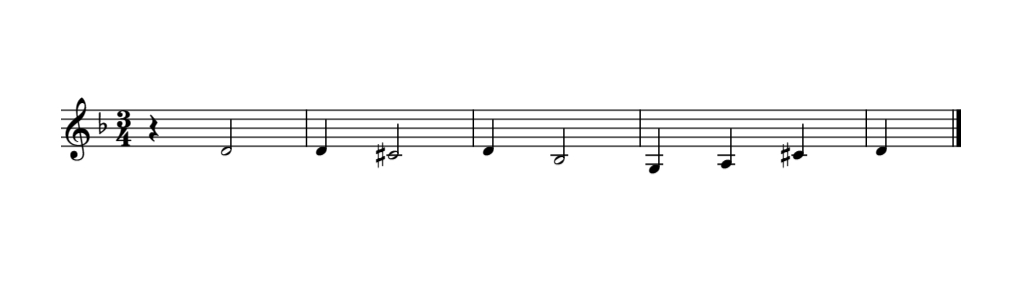
Motyw ostinato z Chaconny d-moll

Najpopularniejsza II Partita d-moll składa się w pięciu części. Interesująca interpretacyjnie jest jednogłosowa Giga. Partita jest zbudowana jak w konwencjonalnej sekwencji allemande–sarabanda–courante–gigue, ale kończy ją monumentalna (wykonanie zajmuje około 15 minut), dramatyczna i nowatorska formalnie Ciaccona (Chaconne) d-moll, która opiera się na połączonych basach pierwszego i drugiego typu chaconne (ośmiotaktowe ostinato), w rytmie sarabandy. Jest to najdłuższa część całego cyklu.
Jej temat jest synkopowany, partie jednogłosowe przeplatają się z częściami polifonicznymi. Chaconne składa się z serii 32 (lub 64) kunsztownych wariacji w tonacji D-dur, które są oparte na stałych figurach rytmiczno-melodycznych, a dokładnie na czterotaktowej frazie o otwartym zakończeniu zbudowanej na opadającym tetrachordzie. Zgrupowane wariacje poprzez przejście do części jednogłosowej tworzą następnie dużą trzyczęściową formę, gdzie dwie sekcje molowe otaczają centralny pasaż durowy, a dyszkant z basem tworzą całość tematyczną. Główny temat ulega przekształceniu pod względem melodycznym, akordowym i polifonicznym, w tym z wykorzystaniem arpeggia i bariolage’u. Albert Schweitzer o Chaconnie napisał, że [w]ydaje się, jakby ból walczył tu z radością, spotykając się w końcu w głębokiej rezygnacji. Chaconne doczekała się m.in. transkrypcji na fortepian przez Ferruccio Busoniego, który jednogłosowe wariacje „wzbogacił” poprzez dodanie akordów.

### III Sonata C-dur
Jej nastrój można określić jako kontemplacyjny. Adagio z III Sonaty ewokuje spokojny nastrój, co kontrastuje z imponującą, trudną technicznie Fugą opartą na melodii chorału Komm heiliger Geist, Herre Gott, temat pochodzi natomiast z gregoriańskiej antyfony Veni Sancte Spiritus; sprawia ona wrażenie utworu skomponowanego na organy. Temat pojawia się siedmiokrotnie (w proporcjach 4+3), po raz drugi w postaci stretta, a po raz trzeci w postaci inwersji, polifoniczna kulminacja jest mocno zgęszczona. Fuga stanowi punkt kulminacyjny Sonat i jest najdłuższą fugą, skomponowaną przez Bacha (354 takty).
Adagio z III Sonaty zostało transkrybowane na klawesyn i transponowane o kwartę niżej do tonacji G-dur (BWV 968).

### III Partita E-dur
Żywiołowa i radosna III Partita składa się z siedmiu części, z czego tylko jedna to forma oparta na tańcu – gigue, w zamian pojawia się jako pierwsze długie preludium i lżejsze formy po Sarabande. Druga część to spokojne Loure. Gavotte z dopiskiem en rondeau oznacza, że taneczna melodia kilkakrotnie powraca w krótkich epizodach. Klasyczne w formie, aczkolwiek nieco dostojniejsze niż zazwyczaj Menuety I i II poprzedzają żywe bourrée i pełne energii gigue.
III Partita została przetranskrybowana przez Bacha na nieokreślony chordofon szarpany, najpewniej na lutnię pod nazwą Suita E-dur (BWV 1006a). Preludium z III Partity Bach wykorzystał w opracowaniu orkiestrowym jako sinfonię w kantacie Wir danken dir, Gott, wir danken dir (BWV 29) oraz w weselnej kantacie Herr Gott, Beherrscher aller Dinge (BWV 120a), gdzie partia solowych skrzypiec jest oddana na organach (parodia).

## Recepcja

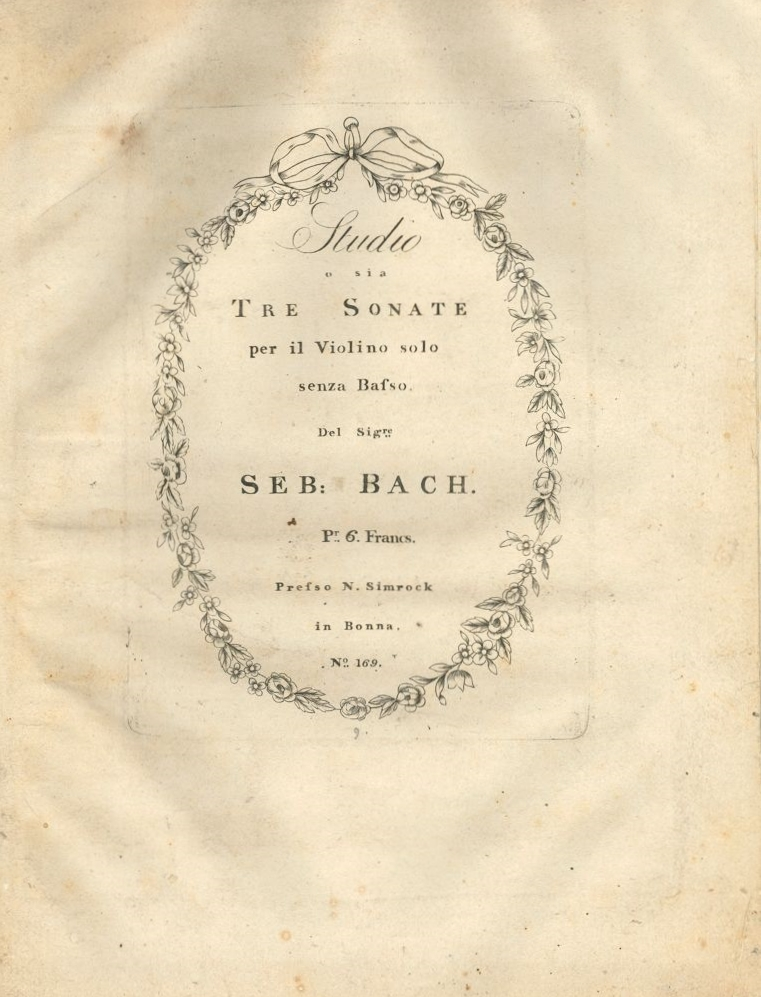
Strona tytułowa Tre Sonate z wydania N. Simrocka

Bardzo prawdopodobne, że kompozycje były grywane na dworze w Köthen. Syn autora, Carl Philipp Emanuel Bach, napisał, że jeden z najwybitniejszych skrzypków powiedział mi pewnego dnia, że nie widział niczego lepszego aby zostać dobrym skrzypkiem […] niż te utwory na skrzypce solo. Możliwe, że Bach nigdy nie wykonał publicznie swojego dzieła. Grał je z pewnością prywatnie, o czym zaświadczył jego uczeń Johann Friedrich Agricola: często sam je grał na klawikordzie i dodawał tyle harmonii, ile uznawał za konieczne. Za życia autora i po jego śmierci utwór funkcjonował jedynie w postaci rękopiśmiennej.
Pierwsza drukiem ukazała się Fuga z II Sonaty, wydał ją Jean-Baptiste Cartier w Paryżu w 1798 roku w pracy L’art du violon. Pełne drukowane wydanie dzieła ukazało się w 1802 roku u Nikolausa Simrocka w Bonn. Ukazało się około 50 edycji dzieła (faksymile autografu wydano nakładem Bärenreiter Verlag w 1950 roku).
Utworem zainteresowali się w XIX wieku m.in. Felix Mendelssohn-Bartholdy i Robert Schumann, którzy jednak nie do końca rozumieli polifoniczną fakturę dzieła i próbowali je „poprawić” poprzez dodanie fortepianowego akompaniamentu, Mendellsohn-Bartholdy dopisał w 1847 roku akompaniament do Chaconny d-moll z II Partity i wykonywał ją z Ferdinandem Davidem, a Schumann skomponowany akompaniament zadedykował Josephowi Joachimowi, który jednak nie wykonywał dzieła w takiej postaci. Joseph Joachim jest jednak uważany za „odkrywcę” dzieła Bacha i pod koniec wieku wykonywał je bez akompaniamentu; jego wykonanie Fugi C-dur wyśmiał George Bernard Shaw w 1890 roku. Robert Schumann wydał Sonaty i partity w 1854 roku w oficynie Breitkopf & Härtel z dołączonym akompaniamentem fortepianowym. Kompozycje doczekały się także transkrypcji orkiestralnych autorstwa Joachima Raffa oraz Leopolda Stokowskiego.

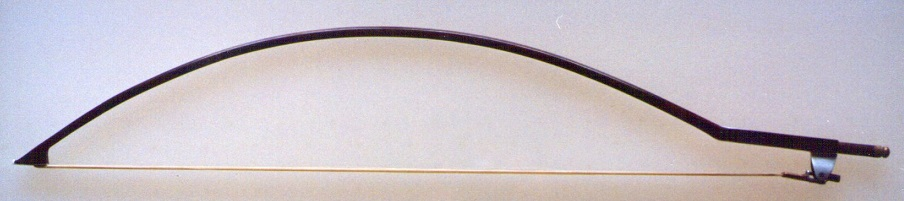
Wygięty smyczek Rolpha Schroedera

II Sonata a-moll i III Sonata C-dur jeszcze na początku XX wieku były uznawane przez skrzypków za wyjątkowo wymagające i nie grano ich publicznie; Jan Kubelík, Fritz Kreisler, Henri Marteau grywali publicznie jedynie Chaconnę bądź tylko poszczególne części dzieła, np. popisowe technicznie Preludium E-dur z III Partity.
Współcześnie Sonaty i partity są uważane za jedno z najważniejszych dzieł na ten instrument w historii muzyki oraz jedno z największych osiągnięć samego Bacha. Piotr Wierzbicki napisał o tymże dziele, iż [n]ikt przed Bachem i nikt również po nim tak wiele nie spróbował wyrazić tak małym.

### Praktyka wykonawcza
Notacja rytmu w oryginalnym zapisie jest przybliżona i zdaniem Davida D. Boydena Bach nie oczekiwał gry ściśle zgodnej z zapisem nutowym. W rękopisie znalazły się jednak wskazówki co do palcowania (zmiana na II pozycję) i frazowania (łuki).
Kompozycja stanowi wyzwanie muzyczne i techniczne nawet dla najbardziej utalentowanych muzyków. XIX-wieczni skrzypkowie podchodzili dosyć swobodnie do wykonywania Sonat i partit uzależniając je od swoich praktyk interpretacyjnych; wcześni badacze twórczości Bacha, Arnold Schering i Albert Schweitzer uznali skrzypcowe akordy wymagające docisku czterech strun naraz za technicznie niewykonalne z użyciem klasycznego smyczka według wzoru François Tourte′a i zaproponowali własny rodzaj smyczka (tzw. smyczek Bachowski), nieznany Bachowi i obcy jego założeniom. Kilku skrzypków podejmowało się gry Sonat i partit za pomocą wygiętego smyczka: Herman Berkowski w latach 20. XX wieku, następnie Rolph Schroeder oraz Emil Telmányi i Otto Büchner.
Przypuszczano także, że wielodźwięki w czasach Bacha realizowano za pomocą arpeggia, nie zdawano sobie sprawy, jakiego smyczka używano w epoce baroku. Albert Schweitzer uważał, że arpeggiowane akordy źle brzmią, a [a]rpeggiowana gra polifoniczna zawsze pozostanie dziwolągiem. Sol Babitz wskazał szereg miejsc niewykonalnych, np. dwa dźwięki do zagrania równocześnie na tej samej strunie.
Oryginalne smyczkowania z autografu Bacha były uznawane za niepraktyczne i bywały ignorowane.
Późniejsi muzykolodzy i wykonawcy: Günter Hausswald, Ivan Galamian, Henryk Szeryng i Max Rostal obstawali za podejściem pełnym szacunku dla oryginalnego zapisu rękopiśmiennego. Popularną wśród współczesnych wykonawców wersją dzieła jest edycja z Neue Bach-Ausgabe przygotowana przez Güntera Hausswalda. Zdaniem Johna Eliota Gardinera ta muzyka jest nafaszerowana małymi bombami zegarowymi potencjału harmonicznego, nęcącymi słuchacza, by zastanawiał się, jak też mogą się rozwinąć – innymi słowy, jakie akordy zostały zasugerowane.

### Historia nagrań
Wykonanie całości zajmuje około 135 minut. Fritz Kreisler nagrał I Sonatę g-moll w 1926 roku. József Szigeti nagrał I i II Sonatę w 1932 roku. Pierwsze płytowe wykonanie całości nagrał Yehudi Menuhin dla HMV w 1934 roku. Sergiu Luca jako pierwszy nagrał Sonaty i partity na barokowych skrzypcach. Nagrania kompletu Sonat i partit dokonali m.in. Jascha Haifetz (1952), József Szigeti (1956), Arthur Grumiaux (1961), Henryk Szeryng (1967), Nathan Milstein (1975), Gidon Kremer (1980), Thomas Zehetmair (1982), Sigiswald Kuijken (1983), Jaap Schröder (1985), Itzhak Perlman (1988), Monica Huggett (1997), Rachel Podger (1999), Christian Tetzlaff (2005), Wiktorija Mułłowa (2008), Kristóf Baráti (2009), Alina Ibragimova (2009), Sergey Khachatryan (2009) Amandine Beyer (2011), Thomas Pietsch (2011), Christine Busch (2012), Giuliano Carmignola (2018), Hilary Hahn 1997 (BWV 1004–1006 i 2018 (BWV 1001–1003)), Michaił Poczekin (2018), Tomás Cotik (2019) i Augustin Hadelich (2020).
Wykonanie całości na wiolonczeli zarejestrował Vito Paternoster (1995), natomiast na altówce – Atilla Aldemir (1999).